# 14189 Sèvre
14189 Sèvre eller 1998 XB14 är en asteroid i huvudbältet som upptäcktes den 15 december 1998 av OCA–DLR Asteroid Survey (ODAS). Den är uppkallad efter astronomen François Sèvre.
Asteroiden har en diameter på ungefär 6 kilometer.